# Eisenia bicyclis
Arame (荒布?  Eisenia bicyclis, .sin Ecklonia bicyclis) es una especie de kelp, conocida por su uso en la gastronomía de Japón. 

## Descripción
La distribución de Eisenia bicyclis se encuentra limitada a las aguas templadas del Océano Pacífico, principalmente en inmediaciones de Japón, aunque se la cultiva en otras zonas, como por ejemplo Corea del Sur. Crece y se reproduce por temporadas. Dos frondas ovalas y planas se desarrollan a partir de un estipe rígido leñoso el cual puede llegar a medir hasta 1 m de alto. Las frondas son renovadas anualmente. La planta parece tener ramas y plumas. Puede ser cosechada por buzos, tanto de manera manual como mecánica, si ha sido secada la misma puede obtenerse a lo largo de todo el año.

## Gastronomía
Es una de las especies de seaweed utilizada en la gastronomía de Asia.
Por lo general se la consigue seca, en unos cinco minutos se rehidrata. El arame es provisto como hebras color marrón oscuro, posee un aroma suave semidulce, y una textura firme. Es agregado a entradas, cacerolas, panecillos, pilafs, sopas, platos tostados, y muchos otros tipos de comidas. Su aroma suave la hace muy adaptable para su uso en numerosos platillos.

## Química
El arame posee un contenido elevado de calcio, iodo, hierro, magnesio, y vitamina A, siendo también una fuente de otros minerales. Es cosechada por su contenido de algín, fertilizante y iodo. Contiene el polisacárido laminarin y el tripeptido eisenina, un péptido con actividad inmunológica. 
El contenido de lignano en el arame es resaltado por varias fuentes. También contiene florotaninos florofucofuroeckol A, dioxinodehidroeckol, fucofuroeckol A, eckol, dieckol, trifloroetol A y 7-floroetol. Se han ensayado extractos de esta alga para combatir infecciones de SARM.